# ان‌ان‌جی
ان‌ان‌جی (انگلیسی: NNG) شرکت فناوری اطلاعات مجارستانی است، که در سال ۲۰۰۴ تأسیس شد.